# Buck Ryan
Buck Ryan è un personaggio immaginario protagonista di una omonima serie a fumetti a strisce giornaliere di genere giallo, pubblicata nel Regno Unito sui quotidiani ideata da Jack Monk e dallo scrittore Don Freeman dal 1937 al 1962.

## Storia editoriale
I due autori erano impegnati nell'adattamento del racconto di Edgar Wallace, Terror Keep per il Daily Mirror, quando, per motivi legati alla gestione dei diritti, il lavoro venne interrotto; allora i due autori decisero di realizzare una propria nuova serie e idearono Buck Ryan, che venne pubblicata sempre sul Daily Mirror dal 22 marzo 1937 al 31 luglio 1962. Dopo gli ideatori, la serie venne continuata dagli sceneggiatori Don Freeman e James Edgar.
La serie venne pubblicata negli anni settanta anche in Italia sulle riviste Linus e Alterlinus della Milano Libri.
Le ultime dieci storie sono state ristampate a colori, sempre dal Daily Mirror, dal 3 agosto 2015.
È integralmente ripubblicata su Comic Book +

## Personaggi e trama
Il protagonista è un detective privato brillante ispirato al popolare Dick Tracy; le trame sono caratterizzate da indagini minuziose e con pochi colpi di scena. Tra i comprimari c'è Zola Anderson, una bionda che diverrà la sua fidanzata.